# تاريخ الحرب البيولوجية
شهد التاريخ عددًا من أشكال الحرب البيولوجية (بي دبليو) المتكررة على مر السنين. يشمل هذا استخدام العوامل الحيوية (الميكروبات والنباتات) بالإضافة إلى الذيفانات الحيوية، بما في ذلك الزعاف، المشتقة منها.
قبل القرن العشرين، اتخذ استخدام العوامل الحيوية أحد الأشكال الثلاثة:
- التلويث المتعمد للغذاء والماء عبر المواد السامة أو المعدية.
- استخدام الميكروبات، أو الذيفانات الحيوية، أو الحيوانات أو النباتات (الحية أو الميتة) في أنظمة الأسلحة.
- استخدام الأقمشة والأشخاص الملقحين حيويًا.

في القرن العشرين، سمحت التقنيات البكتيرية والفيروسية المتطورة بإنتاج مخزونات كبيرة من أسلحة العوامل الحيوية:
- العوامل البكتيرية: الجمرة الخبيثة، والبروسيلا، وداء توليري وما إلى ذلك.
- العوامل الفيروسية: الجدري، والحمى النزفية الفيروسية وما إلى ذلك.
- الذيفانات: السجقية، والريسين وما إلى ذلك.

## في القرن العشرين
مع حلول القرن العشرين، أدى التقدم في علم الأحياء الدقيقة إلى اعتبار التفكير في «حرب الجراثيم» جزءًا من روح العصر. وصف جاك لندن، في قصته القصيرة «ياه! ياه! ياه!» (1909)، البعثة الأوروبية الثأرية إلى جزيرة في جنوب المحيط الهادئ وتعريضها السكان البولينيزيين للحصبة عن عمد، ما أدى إلى موت عدد كبير منهم. كتب لندن في العام التالي قصة خيال علمي أخرى، «الغزو غير المسبوق» (1910)، إذ تحدث فيها عن قضاء الدول الغربية على الصين بأكملها من خلال هجوم بيولوجي.

### الحرب العالمية الأولى
خلال الحرب العالمية الأولى (1914-1918)، أنجزت القيصرية الألمانية بعض المحاولات المبكرة في الحرب البيولوجية المضادة المعادية للزراعة. وقعت مسؤولية هذه المحاولات على عاتق مجموعة تخريبية خاصة بقيادة رودولف نادولني. من خلال استخدام الحقائب الدبلوماسية وخدمات البريد السريع، استطاعت هيئة الأركان العامة الألمانية تزويد فرق صغيرة من المخربين في دوقية فنلندا الروسية، إلى جانب عدد من الدول المحايدة مثل رومانيا، والولايات المتحدة والأرجنتين. في فنلندا، وضع مخربون ممن امتطوا حيوان الرنة أمبولات الجمرة الخبيثة في إسطبلات الخيول الروسية في عام 1916. زُود الملحق العسكري الألماني في بوخارست أيضًا بالجمرة الخبيثة، بالإضافة إلى الرعام، بهدف استخدامها ضد الماشية المعدة لخدمة قوات الحلفاء. أسس ضابط الاستخبارات الألماني والمواطن الأمريكي د. أنطون كاسيمير ديلغر مختبرًا سريًا في قبو منزل أخته في تشيفي تشيس في ميرلاند، إذ عمل على إنتاج الرعام بهدف استخدامه في إصابة المواشي في الموانئ ونقاط التجمعات الداخلية، بما في ذلك، نيوبورت نيوز، ونورفولك، وبالتيمور ومدينة نيويورك على الأقل، ومن المحتمل سانت لويس، وكوفينغتون وكنتاكي. في الأرجنتين، استخدم العملاء الألمان الرعام مرة أخرى في ميناء بيونس آيرس، حاولوا أيضًا إتلاف محاصيل القمح من خلال الفطور المخربة. بالإضافة إلى ذلك، أصبحت ألمانيا بنفسها ضحية لهجمات مماثلة – أُصيبت الخيول المتجهة نحو ألمانيا بالبيركهولدرية عبر العملاء الفرنسيين في سويسرا.
حظر بروتوكول جينيف لعام 1925 استخدام الأسلحة الكيميائية والبيولوجية، لكنه لم يذكر التجارب عليها، أو إنتاجها، أو تخزينها أو نقلها؛ إذ عملت معاهدات لاحقة على تغطية هذه الجوانب. سمح التقدم في علم الأحياء الدقيقة في القرن العشرين بتطوير العوامل الحيوية المستنبتة بشكل كامل في الحرب العالمية الثانية.

### فترة ما بين الحربين العالمتين والحرب العالمية الثانية
في فترة ما بين الحربين العالميتين، اقتصرت الأبحاث المتعلقة بالحرب البيولوجية في البداية على عدد قليل من الأبحاث في كل من بريطانيا والولايات المتحدة. في المملكة المتحدة، تمحور الانشغال الرئيسي حول التصدي لهجمات القصف المتوقعة التقليدية التي من المرجح حدوثها في حالة الحرب مع ألمانيا. مع تصاعد التوتر، بدأ السير فردريك بانتنغ في الضغط على الحكومة البريطانية من أجل تأسيس برنامج بحثي في مجال البحث في الأسلحة البيولوجية وتطويرها بهدف ردع الألمان بفعالية عن شن أي هجوم بيولوجي. اقترح بانتنغ عددًا من الخطط المبتكرة لنشر العوامل الممرضة، بما في ذلك هجمات الرش الجوي ونشر الجراثيم عبر نظام البريد.
مع بدء الأعمال العدائية، أسست وزارة التموين أخيرًا برنامج الأسلحة البيولوجية في بروتون داون، بقيادة عالم الأحياء الدقيقة بول فيلدز. حصل البحث على تأييد ونستون تشرشل، إذ سرعان ما تمكن البرنامج من تحويل داء توليري، والجمرة الخبيثة، وداء البروسيلات والتسمم السجقي إلى أسلحة فعالة. على وجه التحديد، تعرضت جزيرة غرينارد في اسكتلندا، خلال مجموعة من الاختبارات المكثفة، إلى التلوث بالجمرة الخبيثة طوال 48 سنة قادمة. على الرغم من عدم استخدام بريطانيا لهذه الأسلحة البيولوجية المطورة بشكل عدائي، حقق برنامجها النجاح الأول في تسليح عدد من العوامل الممرضة المختلفة وإدخالها في الإنتاج الصناعي. بدأت دول أخرى، خاصة فرنسا واليابان، برامج الأسلحة البيولوجية الخاصة بها.
مع دخول الولايات المتحدة في الحرب، أدى الضغط البريطاني المتزايد لإنشاء برنامج بحثي مماثل، من أجل دمج موارد الحلفاء، إلى تأسيس مجمع صناعي كبير في فورت ديتريك في ميرلاند في عام 1942، تحت إشراف جورج دبليو ميرك. خضعت الأسلحة البيولوجية والكيميائية المطورة خلال تلك الفترة للفحص في دوغواي بروفينغ غراوند في يوتاه. تأسست لاحقًا العديد من منشآت الإنتاج الضخم لأبواغ لمرة الخبيثة، وداء البروسيلات والتسمم السجقي، على الرغم من انتهاء الحرب قبل إمكانية الاستخدام العملي لهذه الأسلحة.
مع ذلك، يرجع البرنامج سيء السمعة الأكثر شهرة لتلك الفترة إلى الوحدة السرية 731 في الجيش الإمبراطوري الياباني خلال الحرب، الواقع مقرها في بينغفان في منشوربا بقيادة القائد الجنرال شيرو إيشي. أجرت هذه الوحدة العديد من أبحاث الحرب البيولوجية، التي شملت غالبًا التجارب البشرية المميتة على السجناء، وأنتجت أسلحة بيولوجية للاستخدام الحربي. على الرغم من افتقار الجهور اليابانية إلى التطور التكنولوجي للبرامج الأمريكية والبريطانية، إلا أنها تفوقت في انتشار تطبيقها واسع النطاق وأعمالها الوحشية العشوائية. استُخدمت الأسلحة البيولوجية ضد الصينيين من الجنود والمدنيين على حد السواء في حملات عسكرية عديدة. في مقابلة مع أساهي شيمبون في عام 1989، شهد ثلاثة محاربين قدماء من الوحدة 731 بتلويثهم نهر هوروستين بحمى التيفوئيد قرب القوات السوفييتية خلال معركة خالخين غول. في عام 1940، قصفت القوات الجوية في الجيش الإمبراطوري الياباني نينغبو بقنابل خزفية مليئة بالبرغوثيات الحاملة للطاعون الدبلي. شاهد الأميران الإمبراطوريان تسونيوشي تاكيدا وتاكاهيتو ميكاسا فيلمًا مصورًا للعملية من تقديم العقل المدبر شيرو إيشي. خلال محاكمات خاباروفسك لجرائم الحرب، شهد المتهمون، أمثال اللواء كياشي كاواشيما، بتنفيذ 40 عضوًا من الوحدة 731 عملية إسقاط البرغوثيات الملوثة بالطاعون جوًا على تشانغده في وقت مبكر من عام 1941. أدت هذه العمليات إلى تفشي وباء الطاعون.
لم يكن العديد من هذه العمليات فعالًا نتيجة أنظمة التوصيل غير الفعالة، التي استخدمت الحشرات الحاملة للمرض عوضًا عن توزيع العامل كهباء حيوي.
ترك بان شيغيو، تقني في معهد الأبحاث التقنية التاسع التابع للجيش الياباني، تقريرًا بالأنشطة في المعهد، إذ نُشر في «الحقيقة حول معهد نوبوريتو التابع للجيش». ذكر بان رحلته إلى نانجينغ في عام 1941 للمشاركة في اختبارات السموم على السجناء الصينيين. ربطت شهادته معهد نوبوريتو بالوحدة 731 سيئة السمعة، التي شاركت في الأبحاث الطبية البيولوجية.
خلال الأشهر الأخيرة من الحرب العالمية الثانية، خططت اليابان لاستخدام الطاعون كسلاح بيولوجي ضد مدنيي الولايات المتحدة في سان دييغو في كاليفورنيا، خلال عملية أزهار الكرز في الليل. توقع اليابانيون قتل عشرات الآلاف من المدنيين الأمريكيين ما من شأنه ثني أمريكا عن مهاجمة اليابان. كان من المقرر بدء الخطة في ليل 22 سبتمبر 1945، لكن لم يتحقق ذلك نتيجة استسلام اليابان في 15 أغسطس 1945.
بعد انتهاء الحرب، جند الجيش الأمريكي سرًا عددًا من أعضاء نوبوريتو في جهوده ضد المعسكر الشيوعي في السنوات الأولى من الحرب الباردة. ربح قائد الوحدة 731، شيرو إيشي، حصانة من محاكمته بارتكاب جرائم الحرب مقابل تزويد الولايات المتحدة بمعلومات حول أنشطة الوحدة. ظهرت مزاعم حول وجود «قسم كيميائي» لوحدة أمريكية سرية مخفية في قاعدة يوكوسوكا البحرية التي عملت خلال الحرب الكورية، ثم عملت في عدد من المشاريع غير المعروفة في الولايات المتحدة بين عامي 1955 و1959، قبل عودتها إلى اليابان ودخولها القطاع الخاص.
أُلقي القبض على بعض أفراد الوحدة 731 من قبل السوفييت، إذ من الممكن أنهم قد اعتبُروا مصدر معلومات محتمل حول التسليح الياباني.